# Neustrelitz
Neustrelitz é uma cidade do distrito de Mecklenburgische Seenplatte, em Mecklemburgo-Pomerânia Ocidental, Alemanha. Tinha uma população de 20.399 em 2013.
O nome Strelitz é de origem eslava e está relacionado com a palavra polabiana Strelci ("Setas").